# Рыночная площадь (Лейпциг)
Рыночная площадь, Рынок (нем. Markt) — крупнейшая площадь в историческом центре немецкого города Лейпциг в федеральной земле Саксония. Заложенный приблизительно в XII веке, Рынок имеет площадь около 10 000 м² и служит местом торговли, концертов, спортивных и политических мероприятий. В конце XV века здесь проводились рыцарские турниры, и вплоть до 1824 года — публичные казни; кроме того, в прошлом на Рынке проходили военные парады.
Несмотря на разрушения в ходе Второй мировой войны, площадь окаймлена целым рядом исторических зданий, самым значительным из которых является Старая ратуша 1556 года постройки.
С 1950 по 1954 годы Рынок назывался площадью Мира.

## История

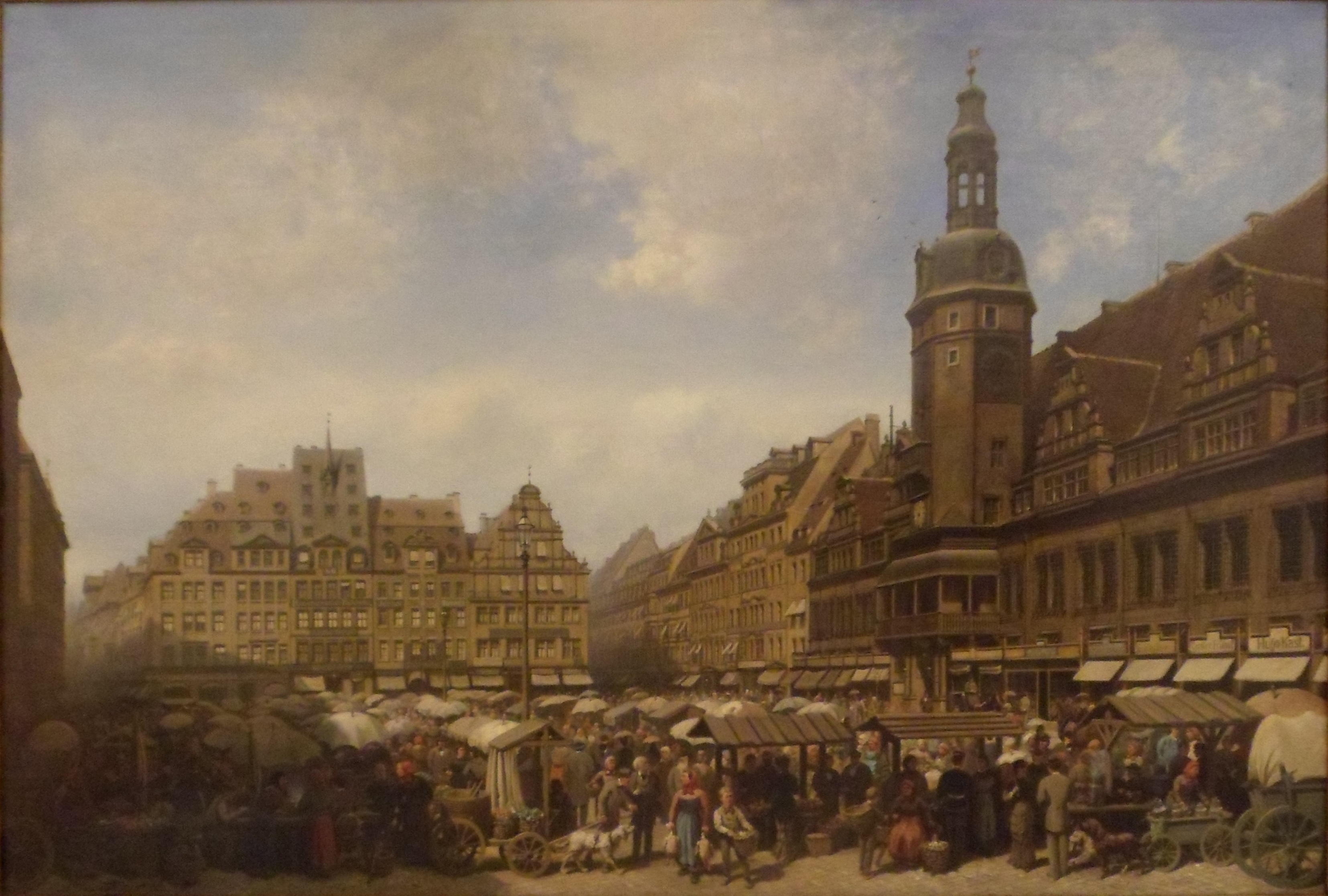
Рисунок Рыночной площади Лейпцига работы Швенди, Альберт, 1882 год

Обширная и прямоугольная по форме Рыночная площадь с примерными размерами 140 на 70 метров была заложена, вероятно, в конце XII века одновременно с планомерным основанием города после 1160 года; археологические данные подтверждают современную сетку улиц и площадей, начиная со второй трети XII века. При этом первая рыночная площадь в тогда ещё славянском (лужицком) торгово-ремесленном поселении Липск (Lipsk) располагалась северо-западнее от современного Рынка, в непосредственной близости от немецкого укрепления либо замка, впервые упомянутого в 1015 году в связи со смертью мейсенского епископа Эйдо, на пересечении Via Regia (Королевской дороги) и Via Imperii (Имперской дороги) в районе современной площади Рихарда Вагнера.
С начала XIII века Рынок образует центр общественной и политической жизни города. С XIV века на его восточной стороне располагается здание городской ратуши. Именно здесь проходила большая часть товарооборота Лейпцигской торговой ярмарки до тех пор, пока в конце XIX века она не была преобразована в выставочную ярмарку.
Первые городские дома на площади были построены в XVI веке, такие как Гоммельс Хоф, Барманс Хоф и Эколдишес Хаус, где в 1655 году родился юрист и философ Христиан Томасиус. Внушительные здания в стиле барокко были возведены рядом с существующим до сих пор королевским домом: Ёхершес Хаус (построен в 1707), Штиглиценс Хоф (1733), Эккерлайнс Хоф (1714) и Кохс Хоф (1735).

## Развитие

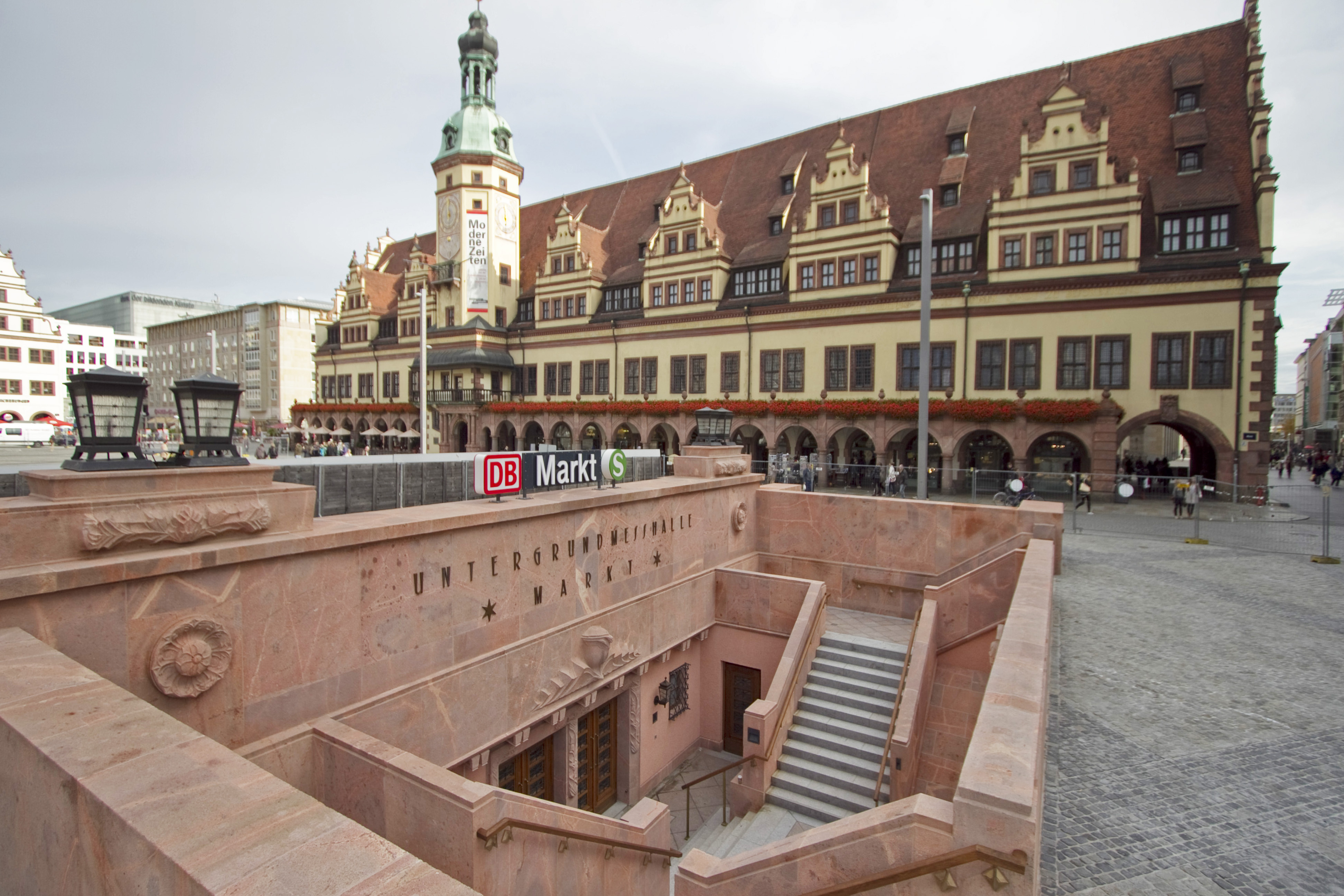
Вход на станцию Среднегерманской городской электрички Лейпцига. Ранее здесь располагался подземный выставочный центр

На востоке рынок окружен аркадами Старой ратуши 1556 года. Это старейшее из сохранившихся зданий на площади. Исторические здания на северной стороне были восстановлены после Второй мировой войны, в том числе Альте Вааге (Alte Waage, Старая палата мер и весов). Помимо уцелевших зданий Кёнигсхаус (Königshaus) и Бартельс Хоф (Barthels Hof), в западной части доминируют новые здания и перестроенные здания последних лет, призванные напоминать силуэты исторических зданий.
Подземный выставочный центр располагался под площадью с 1925 по 2005 год. После его сноса на этом месте построили остановку для тоннеля городской электрички. Тоннель был официально открыт 14 декабря 2013 года, а плановые строительные работы начались 15 декабря 2013 года.
С 1581 года в северо-восточном углу располагался фонтан в стиле Ренессанса, который снесли в 1826 году. Монумент Победы в северной части площади был воздвигнут в 1888 году. Памятник был возведён по проекту Рудольфа Симеринга и напоминал о победе Пруссии во франко-прусской войне 1870—1871 годов. Он пережил Вторую мировую войну, но был снесён 12 декабря 1946 года в соответствии с постановлением городского совета под руководством СЕПГ.
Ежегодно на рыночной площади Лейпцига проводится Рождественская ярмарка. Впервые она была устроена в 1458 году и до сих пор является одной из традиционных ярмарок в Германии. Ярмарка привлекает большое количество покупателей, в том числе и туристов.
Здесь устраиваются также еженедельная, пасхальная и традиционная торговля на открытом воздухе.